# San Agustín, Victoria
San Agustín är en ort i Mexiko.   Den ligger i kommunen Victoria och delstaten Guanajuato, i den centrala delen av landet, 240 km nordväst om huvudstaden Mexico City. San Agustín ligger 2 393 meter över havet och antalet invånare är 167.
Terrängen runt San Agustín är kuperad västerut, men österut är den bergig. Runt San Agustín är det glesbefolkat, med 14 invånare per kvadratkilometer. Närmaste större samhälle är Xichú, 10,6 km öster om San Agustín. Trakten runt San Agustín består i huvudsak av gräsmarker.